# Сколія-гігант
Ско́лія-гігант (Megascolia maculata) — вид комах ряду Перетинчастокрилих.

## Поширення
Ареал охоплює Південну Європу, Північну Африку, Кавказ, Закавказзя, Західну та Середню Азію. В Україні трапляється переважно на південь від лінії Київ — Харків (на Лівобережній Україні знайдено на півночі Чернігівської області), а також в центрі Кіровоградської області.
Теоретично можна припустити, що ареал сколії повинен бути схожим з ареалом її господаря. Однак насправді поширення сколії-гіганта збігається з таким жуків-носорогів тільки в південних областях Європи. Сколії в цілому тропічна група комах, що сформувалася в умовах жаркого сухого клімату. У холодних ґрунтах їхні личинки розвиватися не можуть навіть за наявності господаря. Чисельність жуків-носорогів у ряді місць стала досить низькою. Це означає, що і сколії-гіганту знайти їх буде не просто.

## Морфологічні ознаки
Забарвлення сколії-гіганта яскраве. На тілі чорного забарвлення комахи різко виділяються жовті плями — чотири на черевці і одне маленьке на грудях. Спершу цю осу називали «жовтолобою», і саме під таким ім'ям вона виступає героїнею оповідань французького ентомолога Жана Анрі Фабра, який присвятив сколії одну з глав своїх «ентомологічних спогадів».
Сколія-гігіант та далекосхідна оса веспа мандарина є найбільшими серед перетинчастокрилих колишнього СРСР. Окремі самки сколій-гігантів досягають 4—4,5 см довжини, а їхні самці хоча і трішки дрібніше, але не поступаються в розмірах шершням і джмелям.
Відлякуюча зовнішність сколії насправді тільки умовна. Для людини її отрута набагато слабше отрути інших ос. Як і в інших перетинчастокрилих, вона утворюється за рахунок злиття секретів трьох черевних залоз — двох кислих і однієї лужної. Сколія застосовує отруту зовсім не для охорони гнізда.

## Біологія

### Личинка
За способом життя дорослі особини сколій — фітофаги, а личинки — паразитоїди. Личинки сколій живляться личинками жуків, що живуть у ґрунті. Щоб стати дорослою осою, личинка сколії повинна з'їсти личинку господаря.
Довгі шляхи еволюції перетворили сколій в хижаків, що розшукують жертв для своїх личинок в товщі ґрунту або підстилки. Одночасно з'явилися і спеціальні пристосування для життя в цьому незвичному для ос середовищі. Мало того, що пошуки і виявлення господаря стали тепер у багато разів важче. Особливі труднощі виникли з знерухомленням їх. Більшість хижих ос перед відкладанням яйця паралізують жертву, вражаючи отрутою її нервові центри. Чим більше таких центрів, тим більше «уколів» потрібно від оси. Для сколій така операція неприйнятна: личинка господаря оточена щільним середовищем, і бігати навколо неї, вибираючи місце для нанесення ударів, неможливо. Вихід один — знайти таких господарів, яких можна знерухомлювати єдиним ударом жала. Як з'ясував ще Фабр, серед безлічі личинок жуків, які живуть у ґрунті, існує група, ніби спеціально створена для сколій. Це так звані пластинчатовусі жуки. Основні грудні й черевні нервові центри у їхніх личинок об'єднані в один вузол, а отже можуть бути уражені єдиним уколом. Сколії стали відкладати яйця на личинок жуків-носорогів і жуків-оленів.
Великі, до 10 см у довжину, схожі на личинок хрущів, личинки жуків-носорогів живуть у вологих, багатих перегноєм місцях, наприклад у напівзгнилих пнях, у пухких ґрунтах дібров, в компостних купах. Виявивши таку личинку, самка сколії жалить її в нижню частину грудей. Дія отрути проявляється дуже скоро, і паралізований господар назавжди втрачає здатність рухатися. Для майбутньої личинки сколії це найважливіше, інакше рухи господаря просто зітруть її об ґрунт.
Переконавшись, що жертва нерухома, сколія відкладає на неї крихітне яйце. Її новонароджена личинка теж дуже мала, лише 2 мм у довжину, але має гострі гачки-щелепи і, не зволікаючи, починає гризти ними покриви свого господаря. Добравшись до м'яких тканин, личинка занурює в них голову і тепер уже не вийме її до тих пір, поки не з'їсть усього господаря. Залежно від температури навколишнього ґрунту на це потрібно 5—12 днів. Причому поїдання личинки жука-носорога відбувається в суворо визначеній послідовності: спочатку поїдаються найменш важливі органи, такі, як м'язи, кров, жирове тіло, і тільки під кінець приходить черга найважливішої системи — нервової. У результаті паралізована личинка до самого останнього моменту залишається живою, а значить, і придатною як їжа.

### Лялечка

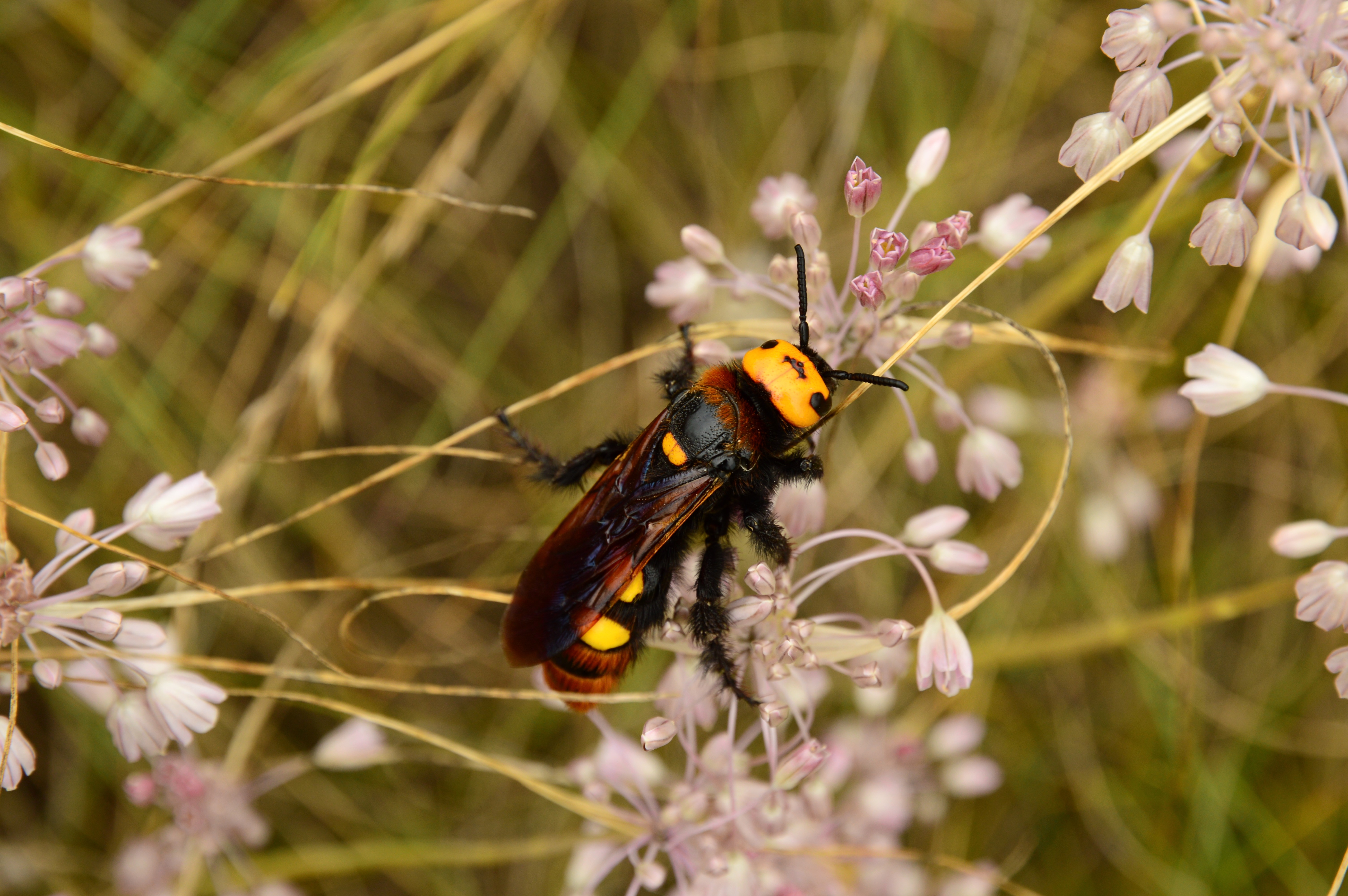
Сколія-гігант

Після того, як з жертвою покінчено, личинка сколії, яка встигла до того часу тричі перелиняти, відгороджується від залишків господаря сіточкою з павутини і починає плести кокон. На це йде ще кілька днів, а потім розвиток припиняється. Настає період спокою, в якому личинка оси перебуватиме всю холодну пору року. Тільки через півроку, у середині наступної весни, личинка перетвориться в лялечку, а ще через місяць з-під землі з'явиться на світ новонароджена доросла сколія.

### Доросла сколія
Всі сколії — денні тварини. Ніч вони проводять, зарившись у підстилку, а як тільки пригріє сонце, вилазять і летять годуватися на квітучі рослини. У сколій немає довгого хобітка, і тому дістати нектар вони можуть тільки з квіток з неглибоким віночком — з айстрових, зонтичних рослин. Лише ґрунтовно підкріпившись і за умови, що температура повітря продовжує підвищуватися, самки сколій розпочинають пошуки господарів.

## Охорона
Сколія-гігант була занесена до Червоної книги СРСР. Занесена до Червоної книги України. Фактори загрози або лімітування, а також зростання чиселності виду не з'ясовані.